# فرانكو بوفوني
فرانكو بوفوني (بالإيطالية:Franco Buffoni ) (مواليد 1948غالاراتي، لومبارديا، إيطاليا) هو شاعر، ومترجم إيطالي، وأستاذ النقد الأدبي، والأدب المقارن، يعيش في مدينة روما.
أسس مجلة النص الأمامي عام 1989 ويعمل كمحرر بها، وهي تختص بنظرية وممارسة الترجمة الأدبية، كما أنه محرر بمجلة دفاتر الشعر الإيطالي المعاصر التي تصدر كل عامين منذ عام 1991. وهو أستاذ كامل في الترجمة الأدبية، ودرّس لمدة 30 عامًا في جامعات بيرغامو وكاسينو، وإيولم ميلان، وبارما، وتورينو.
حصل على جائزة فياريجيو للشعر عام 2015.